# Atomosia cyanescens
Atomosia cyanescens là một loài ruồi trong họ Asilidae. Atomosia cyanescens được Rondani miêu tả năm 1848. Loài này phân bố ở vùng Tân nhiệt đới.